# Berthold Komduur
Berthold Komduur (12 februari 1963) is een voormalig Nederlands korfbalscheidsrechter.

## Scheidsrechter
Komduur leidde in zijn carrière tot op heden meer dan 500 competitiewedstrijden, waarvan 200 op het hoogste niveau in Nederland. In 2002 floot hij de Nederlandse veldkorfbalfinale. In 2003 en 2004 was hij scheidsrechter tijdens de Nederlandse zaalkorfbalfinale in Ahoy te Rotterdam. Hij floot ook tijdens de wereldkampioenschappen in Pretoria, Zuid-Afrika (2001) en Rotterdam (2003). 